# 国立国会図書館調査及び立法考査局
調査及び立法考査局（ちょうさおよびりっぽうこうさきょく）は、国立国会図書館の一部局であり、国会の審議に資するため、国会議員の依頼に応じて必要な案件の調査や資料の提供、議員へのレファレンスなどを行う。

## 任務
調査及び立法考査局の任務は「国立国会図書館法」第15条に規定されている。
- 法案・案件の分析評価を通じて両議院の委員会を補佐すること
- 両議院、委員会および議員に対し国政審議に役立つ資料・情報を提供すること
- 求めに応じて議案起草のサービスを行うこと
- 国会奉仕に支障のない限り行政・司法各部門、一般公衆へも一定の奉仕を行うこと

衆議院調査局や参議院の常任委員会調査室とは類似の組織であるが、衆議院調査局や参議院の常任委員会調査室が主に委員会における審議事項や提出された法案の分析・参考資料の作成、付帯決議や委員長報告の原案の作成などの国会の活動に密接に関わる調査を行うのに対し、調査及び立法考査局は諸外国の制度の調査や分野横断的調査を得意とするとされる。
また、作成した刊行物の多くを国立国会図書館のホームページを通して一般に公開しており、国会会議録や日本法令索引などのデータベース化なども行なっている。